# Коробко, Алина Николаевна
Алина Николаевна Коробко-Захарова (род. 11 ноября 1947, Ерки, Киевская область) — украинская концертно-камерная певица, Народная артистка Украины (1992), преподаватель, профессор Донецкой музыкальной академии имени С. С. Прокофьева.

## Биография
Окончила Киевское музыкальное училище имени Глиера, после чего в 1969 году приехала поступать в Донецкий музыкально-педагогический институт. Впоследствии стала солисткой Донецкой филармонии. Сценическую вокальную карьеру начала в 1972 году. Выступая совместно с ансамблем народных инструментов «Сюрприз» (руководитель — заслуженный деятель искусств Украины Юрий Кукузенко), гастролировала по странам Европы. Самые известные песни в её исполнении — «Осеннее золото», «Гандзя», «Под небом Парижа», а также «Город моей любви», посвящённая Донецку, авторства донецкого композитора Сергея Мамонова и поэта С. Жуковского. Выступает в сопровождении камерного хора Донецкой музыкальной академии под руководством Алиме Мурзаевой и концертмейстеров Донецкой филармонии Станислава Савари и Людмилы Бородицкой. Входит в число самых известных дончан, её называют «донецким соловьём». Ныне преподаватель, профессор Донецкой музыкальной академии имени С. Прокофьева. Среди её выпускников солисты Е. Удовин, Э. Коржевич, приглашённая солистка Большого театра России Алина Яровая, обладатель первой премии международного фестиваля Славянский базар в Витебске в 2011 году, заслуженный артист Украины Владимир Квасница, солистка Донецкой филармонии, заслуженная артистка Украины Анна Братусь, солистка Познанской оперы Галина Куклина, генеральный директор Донецкой филармонии Александр Парецкий и другие. Муж — Эдуард Фёдорович Захаров, дочь — Светлана Захарова.

## Награды, звания
В 1992 году удостоена звания народной артистки Украины. Удостоена ордена княгини Ольги III степени (2006 год), а также Почётного знака Министерства культуры и туризма Украины и Почётного знака «За заслуги перед Донецком». Одна из книг Григория Штейна из цикла «Жизнь замечательных людей Донбасса» под названием «Соловьиные дали» посвящена Алине Коробко.